# Paderup Gymnasium
Paderup Gymnasium er et mellemstort gymnasium beliggende i Randers-forstaden Paderup.
Gymnasiet blev bygget i 1980. Dengang bar det navnet Amtsgymnasiet i Paderup, men skiftede pr. 1. januar 2007 navn til Paderup Gymnasium, da skolen blev selvejende. Gymnasiets største årgang har været på 11 klasser inklusiv en autismeklasse.
De fysiske rammer er præget af store, lyse fællesarealer og mange grupperum. Undervisningslokalerne er teknisk veludstyrede (fysik, kemi, biologi, musik, idræt, billedkunst mm.), og der er for elever og lærere fri adgang til computere i alle fællesarealer og i de fleste faglokaler. Der er tilbud om sociale, kreative og musiske aktiviteter som alle kan deltage i, såsom skolefester, fernisering, koncerter, fredagscaféer, fællestimer og idrætsdage.
I modsætning til byens andet gymnasium, (Randers Statsskole), ligger Paderup Gymnasium i byens udkant tæt ved Randers Storcenter og Paderup Mose.

## Kendte studenter
- 1986: Roger Buch, lektor, ph.d.
- 1988: Charlotte Munck, skuespiller
- 1991: Karen Busck, sangerinde
- 1991: Kasper Hjulmand, træner for det danske fodboldlandshold (herrer)
- 1999: Katrine Fruelund, håndboldspiller
- 2002: Maja Panduro,Folketingsmedlem
- 2003: Andreas Steenberg, tidligere folketingsmedlem
- 2008: Rasmus Thude, sanger
- 2011: Mikkel Cramer, fodboldspiller